# Astragalus harbisonii
Astragalus harbisonii es una especie de planta del género Astragalus, de la familia de las leguminosas, orden Fabales.

## Distribución
Astragalus harbisonii se distribuye por México.

## Taxonomía
Fue descrita científicamente por Barneby. Fue publicada en Leafl. W. Bot. 7: 34 (1953).